# Брейдс
Брейдс (на английски: Brades) е град в северната част на остров Монсерат с население около 1000 души и де факто столица на острова.
След унищожаването на столицата на острова град Плимът от изригването на вулкана Суфрир Брейдс се превръща в негласната столица. Тук са построени сгради за правителството и администрацията на острова.